# Liste der Monuments historiques in Cazaugitat
Die Liste der Monuments historiques in Cazaugitat führt die Monuments historiques in der französischen Gemeinde Cazaugitat auf.

## Liste der Objekte
| Bezeichnung | Beschreibung          | Standort                       | Kennzeichnung | Schutzstatus | Datum | Bild |
| ----------- | --------------------- | ------------------------------ | ------------- | ------------ | ----- | ---- |
| Glocke      | Bronze, 1785 gegossen | in der Kirche St-Pierre (Lage) | PM33000465    | Classé       | 1942  |      |